# Відносини Північна Македонія — Європейський Союз
Відносини між Північною Македонією та Європейським Союзом сягають перших років після здобуття Північною Македонією незалежності 8 вересня 1991 року як Республіка Македонія. Ці відносини відзначаються до 2019 року дебатами навколо назви Македонія, Греція, держава-член Європейського Союзу, проти використання назви «Македонія» державою, яка потім приймається до ООН та інших міжнародних організацій як Колишня Югославська Республіка Македонія (БЮРМ). Цей конфлікт вирішується в лютому 2019 року шляхом підписання Преспанської угоди та перейменуванням країни на Північну Македонію.

## Вступ до Європейського Союзу

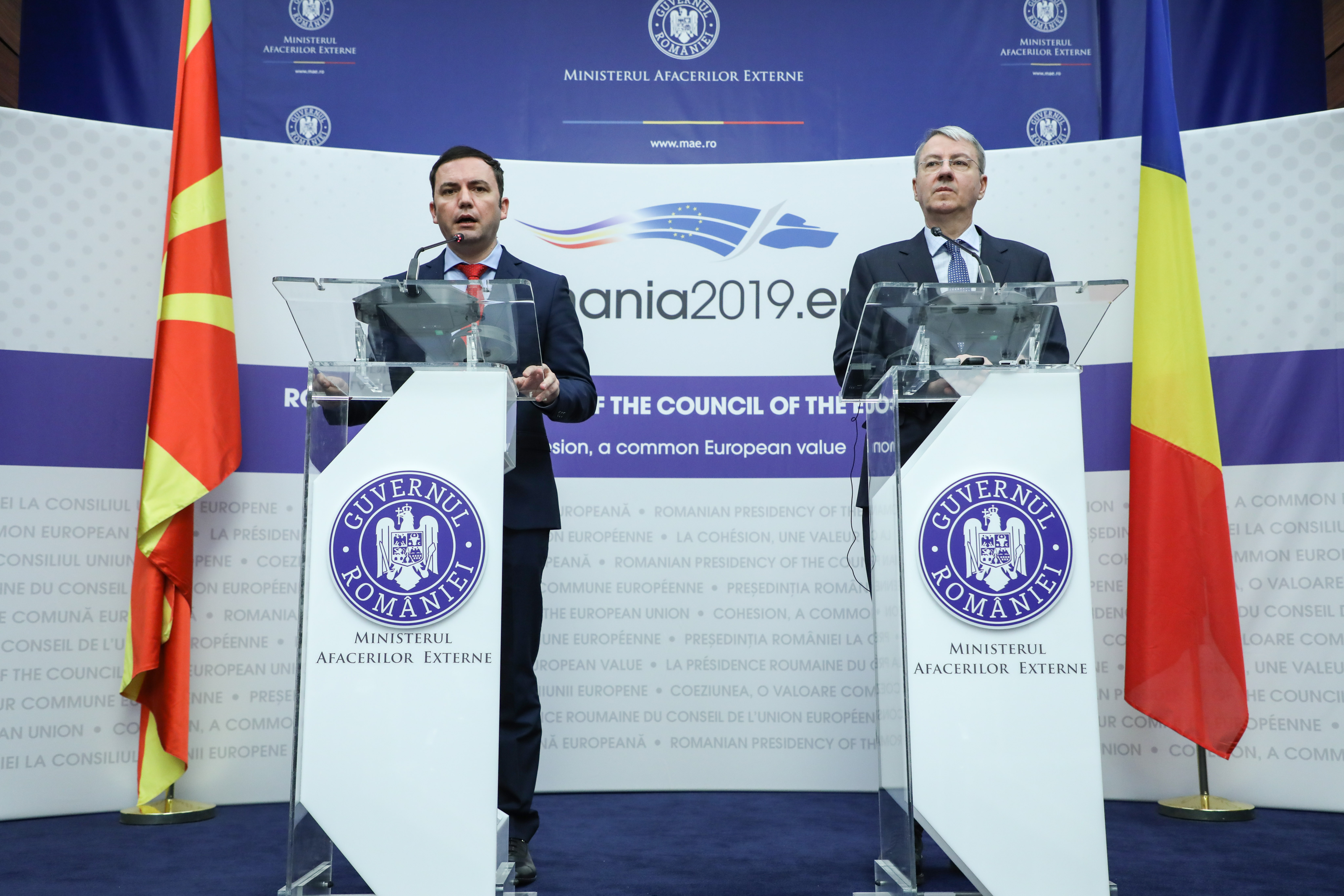
Зустріч віце-прем'єр-міністра Македонії з європейських справ Буяра Османі та заступника міністра з європейських справ Румунії Джорджа Чамби під час головування Румунії в Раді ЄС у 2019 році.

### Врегулювання спору про назву країни з Грецією
До 2018 року процес приєднання стикався з суперечкою з Грецією щодо використання назви «Македонія» новою державою, причому Греція посилається на ризик плутанини з грецьким регіоном Македонія, ризик іредентизму, а також свою опозицію претендувати на давню македонську історію. Європейський Союз, усвідомлюючи занепокоєння Греції, називав країну як «колишня югославська республіка Македонія», як і деякі держави-члени та Організація Об'єднаних Націй. Греція має право вето щодо нових членств і блокувала будь-яке членство Македонії (в ЄС та НАТО) до 2019 року. З підписанням у 2018 році угоди, яка передбачає зміну назви країни на «Північна Македонія» урядами Греції та Македонії це питання почало було прогресувати. Конфлікт було врегульовано підписанням Преспанської угоди 12 червня 2018 року. Вона передбачала зміну назви країни на «Північна Македонія» з 12 лютого 2019 року. Греція проголосували за ратифікацію вступу Північної Македонії до НАТО 8 лютого 2019 року, а також зняла вето щодо вступу країни до Європейського Союзу.